# گنادیه تولبا
گنادیه تولبا (انگلیسی: Ghenadie Tulbea؛ زادهٔ ۳ مارس ۱۹۸۲) کشتی‌گیر اهل مولداوی است.